# Ferid Chouchane
Ferid Chouchane (Susa, 19 aprile 1973) è un ex calciatore tunisino, di ruolo difensore.

## Palmarès

### Club

#### Competizioni nazionali
- Campionato tunisino: 1

Étoile du Sahel: 1996-1997
- Coppa di Tunisia: 1

Étoile du Sahel: 1995-1996
- Coppa dell'Emiro del Qatar: 1

Al-Rayyan: 1999
- Coppa dello Sceicco Jassem: 1

Al-Rayyan: 2000

#### Competizioni internazionali
- Coppa CAF: 1

Étoile du Sahel: 1995
- Coppa delle Coppe CAF: 1

Étoile du Sahel: 1997
- Supercoppa CAF: 1

Étoile du Sahel: 1998